# Nuculana sematensis
Nuculana sematensis is een tweekleppigensoort uit de familie van de Nuculanidae. De wetenschappelijke naam van de soort is voor het eerst geldig gepubliceerd in 1943 door Suzuki & Ishizuka.